# Samba-joia
La Samba-joia (litt. samba-bijou ; également sambão-joia ou simplement sambão) est un ancien terme péjoratif inventé par les critiques musicaux brésiliens pour désigner un type de samba plus romantique né dans les années 1970,,,.
Il s'agit d'un format avec une structure rythmique plus simple qui dilue les percussions, principal attribut de la samba traditionnelle. Qualifié de brega (ringard) par la critique, ce fut néanmoins un grand succès commercial pour des artistes romantiques tels que Agepê, Benito Di Paula (pt), Gilson de Souza (pt), Luiz Américo (pt) et Luiz Ayrão (pt),,.
Certains critiques soulignent que le mouvement a influencé certains groupes du sous-genre du pagode romântico (pt) des années 1990.